# 电弧

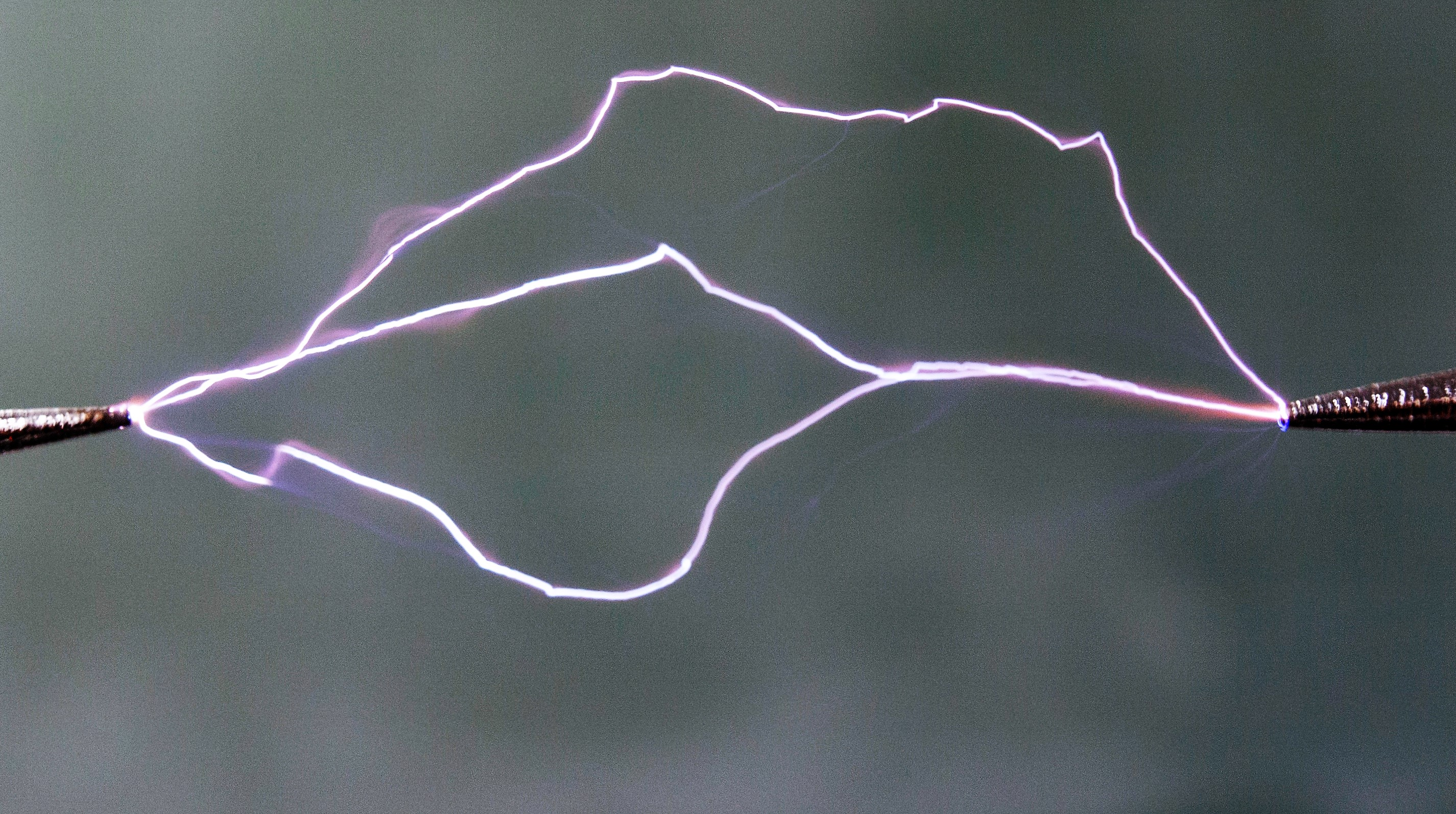
兩支杆之間產生的電弧。

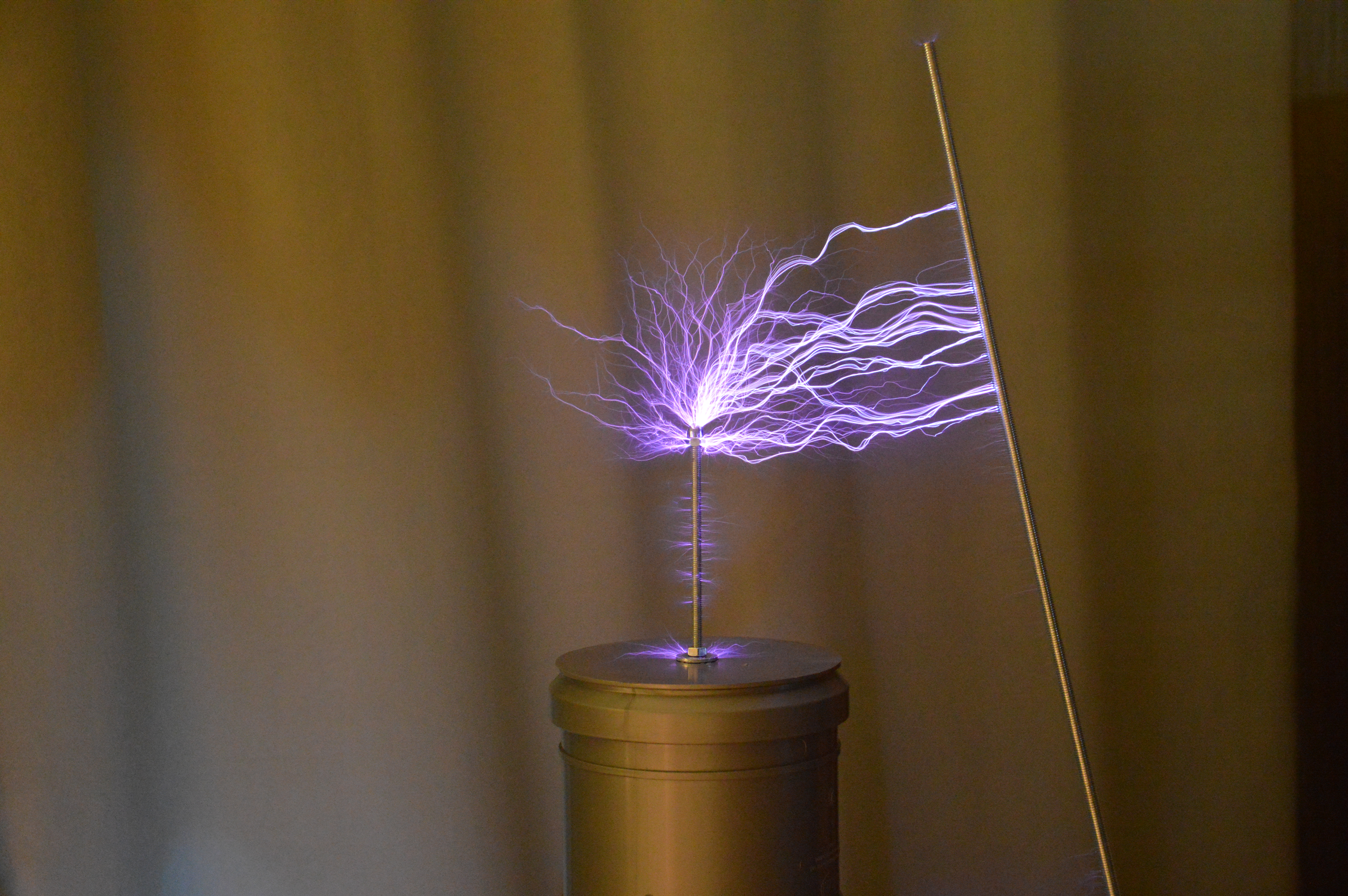
兩根針之間產生的電擊穿現象，電流通過周遭已被離子化的氣體而產生呈帶狀細絲的發光現象。

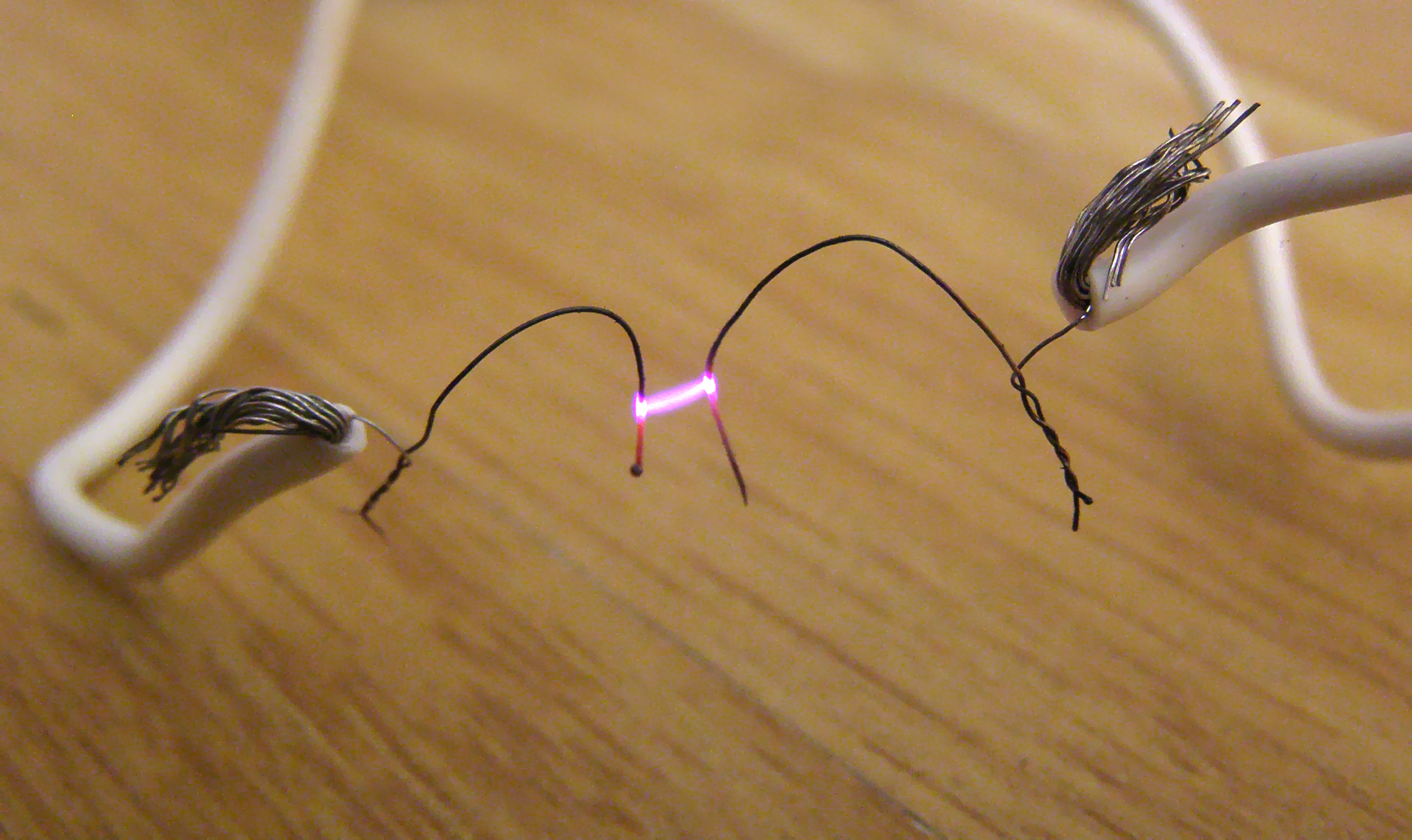
電線之間產生的電弧。圖中的現象是由於電線之間存在600V的電壓，這時周遭的空气发生電擊穿而持续成為等离子体，使得电流能夠通过。

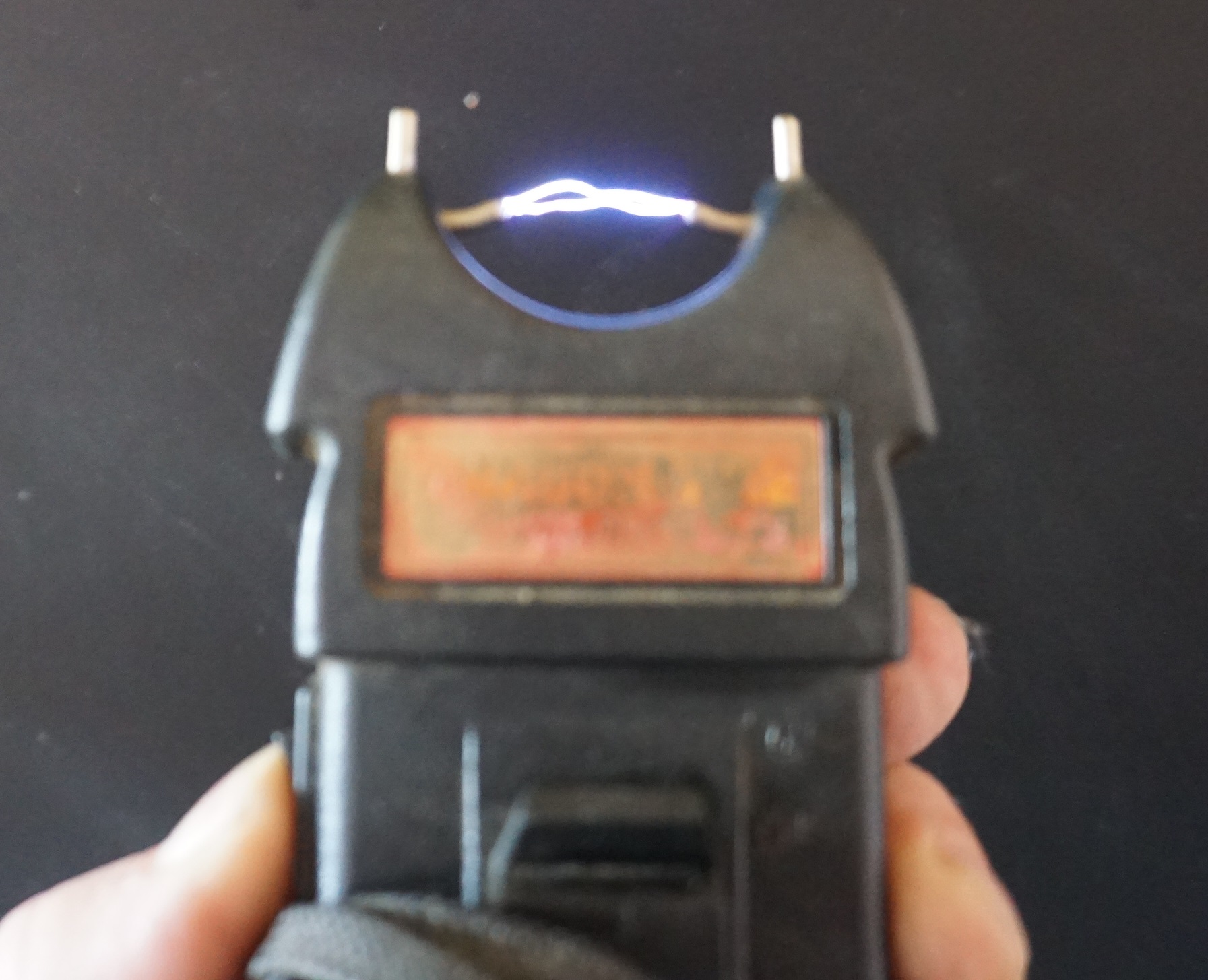
電擊槍上的電弧。

電弧，又稱弧放電，是由于电场过强，气体发生電擊穿而持续形成等离子体，使得电流通过了通常状态下的绝缘介质（例如空氣）的現象，或者说当通电的高电压电路出现导体与导体的分开时，两端就会出现电弧 。

## 用途
電弧產生的高熱可以融化或是汽化所有的金屬，工業上利用電弧來焊接、融化或是切割金屬，例如電漿切割機、放電加工機、煉鋼廠的電弧爐。常見於電銲，氬焊。在汽機車修理，板金，車床。
電弧燈、電影院用的電影放映機也是利用電弧原理的一些設備。
1808年漢弗里·戴維（Humphry Davy）利用此一現象發明第一盞「電燈」—電弧燈。
在修復或接駁光纖電纜時，熔接機是利用電弧的高溫將光纖熔接。

## 抑制
非控制下產生的電弧會對輸電系統、配電系統以及電子設備造成損害。例如，在配電電路中，開關觸點間發生的電弧會融化開關觸點。因此在工業及民用電氣中，都有很多防止或者消除電弧的設計。

## 健康危害
高強度的強光和照射，在使用時應配戴护目鏡，面罩。長時間注視，會導致眼睛病變。

## 相關資訊
- 焊接
- 電弧燈
- 瑞士航空111號班機空難調查
- 加拿大航空797號班機空難調查

## 外部參考
- Unusual Arcing Photos （页面存档备份，存于）